# Bandeira da Organização das Nações Unidas para a Educação, a Ciência e a Cultura
A bandeira da Organização das Nações Unidas para a Educação, a Ciência e a Cultura (UNESCO) é um dos símbolos oficias da instituição.

## Descrição

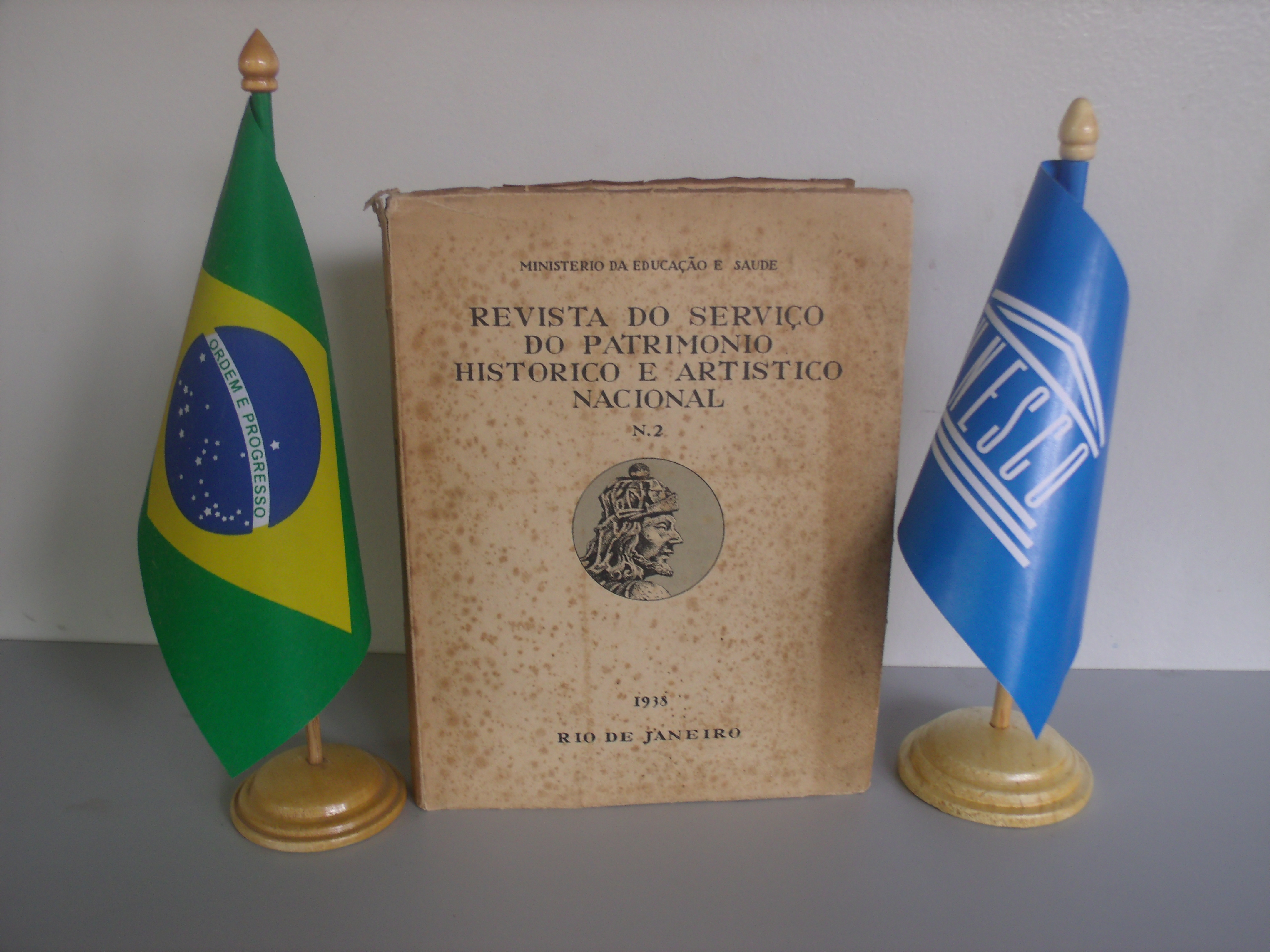
Versão de mesa com a bandeira do Brasil ladeando uma edição da Revista do IPHAN do ano de 1938.

Consiste em um retângulo de fundo azul sobre o qual está em seu centro o emblema branco da organização.
Esse emblema consiste em um pórtico de um templo grego antigo em desenho estilizado constituída por três elementos: i) a sigla UNESCO em fontes brancas não serifadas, sendo que cada uma delas forma uma coluna, ii) uma  esacada com três degraus, e iii) um frontão.

## Simbolismo

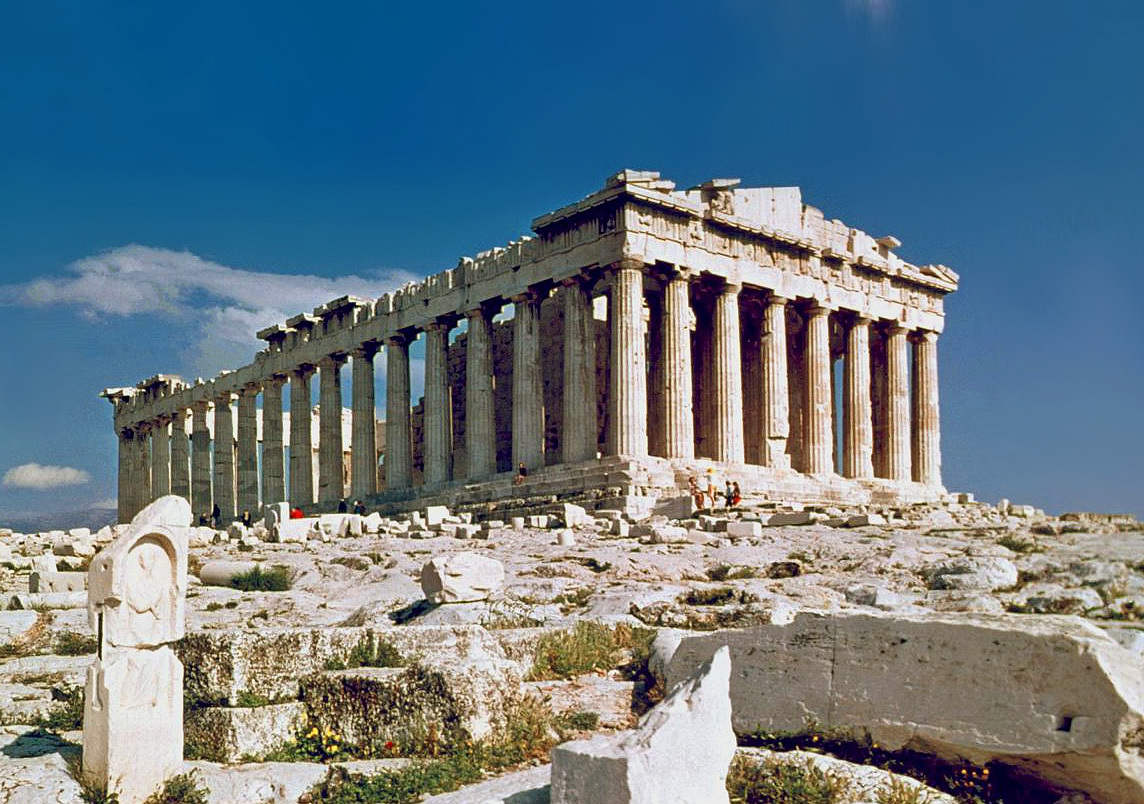
Vista noroeste do Parthenon

As cores azul e branco são as cores oficiais das Nações Unidas. O templo simboliza uma de suas principais metas que é a realização de atividades culturais para preservação do patrimônio cultural e histórico mundial.
O desenho alude um templo grego, mais precisamente, o Partenon, conforme mencionado por Amadou-Mahtar M'Bow, ex-Diretor-Geral da UNESCO (Sede da UNESCO, 25 de novembro de 1982): "... esta casa que escolheu o Partenon como seu emblema. Aquele templo grego, que Fídias descreveu como possuidor de proporções em vez de dimensões e que combina força com graça e ambição com moderação, é um belo símbolo da busca pelo equilíbrio e harmonia que resume uma das principais missões de nossa Organização no que diz respeito às relações com as nações".